# Martine Clémenceau
Martine Clémenceau (Parijs, 30 juli 1944) is een Frans zangeres.

## Biografie
Clémenceau is de dochter van twee Bretons die in de banlieues van de Franse hoofdstad woonden. In 1967 wordt ze opgemerkt en krijgt ze een platencontract aangeboden. In 1971 mag ze haar vaderland vertegenwoordigen op het World Popular Song Festival in de Japanse hoofdstad Tokio. Met het nummer Un jour l'amour wint ze het festival, en zorgt daarmee voor de enige Franse overwinning ooit. Twee jaar later neemt ze deel aan de Franse preselectie voor het Eurovisiesongfestival, die ze wint. Hierdoor vertegenwoordigt ze Frankrijk op het Eurovisiesongfestival 1973, dat gehouden wordt in de Luxemburgse hoofdstad Luxemburg. Met het nummer Sans toi strandt ze op de vijftiende plaats.
De grootste hit uit haar carrière scoort ze in 1981 met het nummer Solitaire. Het haalt de zevende plek in de Amerikaanse hitlijsten. Nadien gaat het bergaf met haar zangcarrière, en concentreert ze zich steeds meer op het schrijven van nummers voor andere artiesten. In 2001 richt ze haar eigen opnamestudio op.
Clémenceau was lange tijd getrouwd met acteur Yan Brian, met wie ze twee dochters kreeg. In 2005 ontving ze de Prix René Jeanne van de Société des auteurs, compositeurs et éditeurs de musique.